# Servicio Nacional Aeronaval
Il Servicio Nacional Aeronaval (in lingua italiana: Servizio nazionale aeronavale), conosciuta anche con l'acronimo SENAN, è l'organismo cui compete la salvaguardia della vita umana ed il coordinamento di ricerca e salvataggio (SAR) in mare nonché la gestione amministrativa, la sicurezza della navigazione, la lotta al narcotraffico, la difesa delle acque territoriali e della zona economica esclusiva panamense.
La sua forza nel 2012 poteva contare circa 3 000 persone in attività, con 20 navi e circa 15 aerei.

## Direzioni
- Dirección Nacional de Recursos Humanos (Si occupa della supervisione di tutti gli aspetti amministrativi delle risorse umane attraverso i suoi dipartimenti): 
  - Departamento de Medicina naval
  - Departamento de gestión de personal
  - Departamento de reclutamiento y selección
  - Departamento de bienestar laboral
- Dirección Nacional de Logística y Servicios Generales (Si occupa della pianificazione del coordinamento e dell'esecuzione della prestazione dei servizi e della somministrazione delle risorse richieste da qualsiasi unità o del SENAN)
- Dirección Nacional de Administración y Finanzas
- Dirección Nacional de Docencia
- Dirección Nacional de Acción Integral
- Dirección Nacional de Mantenimiento Aéreo
- Dirección Nacional de Mantenimiento Naval (Planifica la gestione, la supervisione e della manutenzione dei mezzi navali)
- Dirección Nacional de Operaciones Aeronavales
- Dirección Nacional de Telemática
- Dirección Nacional de Vigilancia Territorial

## Gruppo navale
- Nr. 1 Nave di appoggio logistico ex classe Balsam 
  - A-401 Independencia
- Nr. 1 Nave da sbarco truppe ex-YFU 81, classe Skilak 
  - A-402 General Esteban Huertas
- Nr. 2 Pattugliatori costieri classe Saettia Mark II 
  - P-901[1] (ex CP 902 Diciotti)
  - P-902 (ex CP 903 Dattilo)
- Nr. 4 Pattugliatori costieri classe 200/S 
  - PC-220 Pdte. Guillermo Endara ex CP 266; motto: UT INCEPIT FIDELIS SIC PERMANET[2]
  - PC-221 Pdte. Ernesto Pérez Ballares ex CP 270; motto: "MARINOS DE DIOS POR MI PATRIA"[2]
  - PC-222 Pdta. Mireya Moscoso ex CP 272; motto: "HASTA LA VICTORIA"[2]
  - PC-223 Pdte. Martín Torrijos ex CP 275; motto: "PERSEVERANZA E LAVORO"[2]
- Nr. 2 Pattugliatori di linea tipo Vosper 103 ft 
  - P-301 Panquiaco
  - P-302 Ligia Elena
- Nr. 5 Pattugliatori d'altura classe Noviembre ex classe Point 
  - P-204 3 de Noviembre (ex Point Barrow)
  - P-206 28 de Noviembre (ex Point Huron)
  - P-207 10 de Noviembre (ex Point Francis)
  - P-208 4 de Noviembre (ex Point Winslow)
  - P-209 Teniente de Fragata Carlos Jácome (ex 5 de Noviembre, ex Point Hannon)
- Nr. 1 Pattugliatore d'assalto tipo Mark IV 
  - P-843 Bocas del Toro
- Nr. 1 Pattugliatore d'assalto tipo Mark II 
  - P-814 Coclè
- Nr. 3 Pattugliatori di appoggio tipo Limas
- Nr. 4 Navi da interdizione marittima BIM (bote de interdicción marítima)
- Nr. 15 Navi da pattugliamento costiero BPC (bote patrullero costero)  e

## Polizia aeronavale
La Policía Aeronaval è responsabile della formazione, dell'addestramento, del coordinamento e della supervisione delle operazioni aeronavali per lo svolgimento dei suoi compiti istituzionali. La Policía Aeronaval è costituita dalle compagnie di Policía Aeroportuaria (Polizia aeroportuale), Portuaria (Portuale), e Insular (Insulare) e delle unità di Sicurezza delle Installazioni del Comando Generale.

## Fanteria di marina
La infantería Aeronaval è responsabile della formazione, dell'addestramento, del coordinamento e della supervisione delle operazioni di fanteria per lo svolgimento della su missione istituzionale, coadiuvando la Dirección Nacional de Operaciones Aeronavales per lo sviluppo delle politiche strategiche inerenti ai suoi compiti, secondo le direttive emanate dalla Dirección General.

## Aeromobili in uso
Sezione aggiornata annualmente in base al World Air Force di Flightglobal del corrente anno. Tale dossier non contempla UAV, aerei da trasporto VIP ed eventuali incidenti accorsi durante l'anno della sua pubblicazione. Modifiche giornaliere o mensili che potrebbero portare a discordanze nel tipo di modelli in servizio e nel loro numero rispetto a WAF, vengono apportate in base a siti specializzati, periodici mensili e bimestrali. Tali modifiche vengono apportate onde rendere quanto più aggiornata la tabella.
| Aeromobile                           | Origine     | Tipo                       | Versione (denominazione locale) | In servizio (2024) | Note | Immagine |
| Aerei per impieghi speciali          |             |                            |                                 |                    | |          |
| Embraer A-29 Super Tucano            | Brasile     | aereo da attacco leggero   | A-29                            | 0                  | 4 A-29 ordinati ad Aprile 2025. |          |
| Aerei per impieghi speciali          |             |                            |                                 |                    | |          |
| Beechcraft King Air 350              | Stati Uniti | aereo da ricognizione      | B350B250                        | 1                  | 1 Super King Air 350 consegnato a dicembre 2018, dotato di capacità di intelligence, sorveglianza e ricognizione, oltre a svolgere operazioni di ricerca e salvataggio. Un B250 da pattugliamento marittimo donato dagli Stati Uniti ed entrato in servizio il 17 ottobre 2022. |          |
| Aerei da trasporto                   |             |                            |                                 |                    | |          |
| CASA C-212 Aviocar                   | Spagna      | aereo da trasporto         | C-212-300                       | 3                  | |          |
| Piper PA-31 Navajo                   | Stati Uniti | aereo da trasporto leggero | PA-31                           | 2                  | |          |
| Piper PA-34 Seneca                   | Stati Uniti | aereo da trasporto leggero | PA-34                           | 1                  | |          |
| Cessna 208 Caravan                   | Stati Uniti | aereo da trasporto         | C-208                           | 3                  | |          |
| de Havilland Canada DHC-6 Twin Otter | Canada      | aereo da trasporto         | DHC-6-400                       | 2                  | 2 consegnati nel 2016. |          |
| Beechcraft King Air 100              | Stati Uniti | aereo da trasporto leggero | B100                            | 1                  | |          |
| Aerei da addestramento               |             |                            |                                 |                    | |          |
| ENAER T-35 Pillán                    | Cile        | aereo da addestramento     | T-35B                           | 4?                 | 10 T-35B consegnati alla fine degli anni ottanta. |          |
| Elicotteri                           |             |                            |                                 |                    | |          |
| MD Helicopters MD 500                | Stati Uniti | elicottero utility         | MD 530                          | 1                  | |          |
| Bell 407                             | Stati Uniti | elicottero utility         | Bell 407                        | 1                  | |          |
| AgustaWestland AW109                 | Italia      | HEMS                       | AW109SP                         | 1                  | 1 AW109SP consegnato nel 2016. |          |
| Bell UH-1 Huey                       | Stati Uniti | elicottero utility         | UH-1H                           | 12                 | 6 UH-1H ex US Army ricevuti nel 2014. Ulteriori 6 UH-1H donati dagli USA e consegnati a luglio 2019. |          |
| Bell 212                             | Stati Uniti | elicottero utility         | Bell 212UH-1N                   | 68                 | 8 UH-1N ex USAF ricevuti il 31 maggio 2024. |          |
| AgustaWestland AW139                 | Italia      | elicottero utility         | AW139                           | 6                  | 7 consegnati a partire dal 2013. Un esemplare è stato perso in un incidente il 10 settembre 2023. |          |

## Aeromobili ritirati
- Grumman Gulfstream II
- Cessna 152
- Cessna 172
- Britten Norman BN-2A Islander
- Sikorsky S-76C